# Rial marroquí

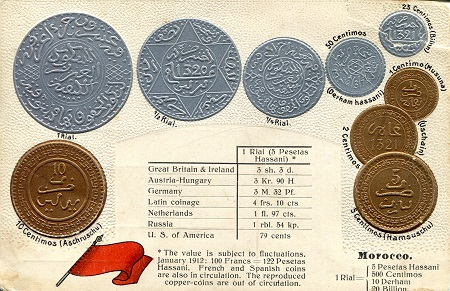
Postal amb les diverses denominacions del rial marroquí del 1321 del calendari musulmà, corresponent al 1903

El rial marroquí (àrab: ريال مغربي, riyāl maḡribī) va ser la moneda del Marroc entre 1882 i 1921. Era equivalent a 10 dírhams, cadascun dels quals subdividits en 50 muzunes.

## Història
El rial va ser introduït quan el Marroc va adoptar una moneda d'estil modern l'any 1882. Va substituir l'antic sistema, que consistia en monedes de coure anomenades falus, monedes de plata anomenades dírham i monedes d'or anomenades benduqi.
Quan es va fundar el Protectorat espanyol al Marroc, el rial va ser substituït per la pesseta espanyola l'any 1912 en una taxa d'1 rial = 5 pessetes. En el Protectorat francès del Marroc, el rial va ser substituït pel franc marroquí a raó d'1 rial = 10 francs.

## Monedes
L'any 1882, se'n van encunyar monedes de ½, 1, 2½ i 5 dírhams i d'1 rial de plata, mentre que l'any 1902 es van introduir monedes de bronze d'1, 2, 5 i 10 muzunes. Tot i que hi va haver diversos canvis en el disseny, aquestes denominacions es van mantenir fins a l'any 1921.

## Bitllets
Els únics bitllets de rials van ser emesos per la Banque d'État du Maroc entre 1910 i 1917. També eren denominats en el seu equivalent en francs, amb denominacions de 4 rials (20 francs) i 20 rials (100 francs).